# Ашріта Фурман
Ашріта Фурман — американський рекордсмен, який відомий встановленням найбільшої кількості рекордів Гіннеса у світі. Народився 16 вересня 1954 року в Брукліні, Нью-Йорк. На його рахунку понад 700 світових рекордів, і понад 200 з них залишаються неперевершеними.
Свою кар'єру рекордсмена Ашріта розпочав у 1979 році, коли встановив перший рекорд, зробивши 27 000 стрибків на скакалці за 24 години. Його досягнення дуже різноманітні та незвичні, наприклад, він пробіг марафон, балансуючи на палиці, або пройшов певну відстань на ходулях під водою.
Фурман приписує свої успіхи медитації та духовному вчителю Шрі Чинмою, якого він вважає основним джерелом натхнення. Його досягнення є прикладом того, що людські можливості практично безмежні.